# Excision

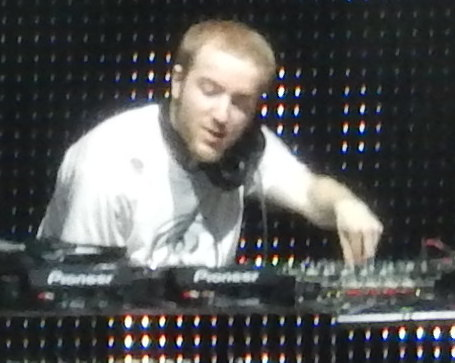

Jeff Abel (sinh ngày 29 tháng 4 năm 1986), được biết đến với nghệ danh Excision, là một nhà sản xuất nhạc điện tử và DJ người Canada trong ba thể loại: Dubstep, Drum & Bass và Electro House.

## Sự nghiệp
Excision bắt đầu hoạt động từ năm 2004 như một DJ. Năm 2007, anh thành lập nhãn thu âm "Rottun Recordings" và phát hành đĩa đơn đầu tiên "No Escape". Năm 2009, Pendulum đã mời anh remix cho single "Showdown" của họ.

### Các sản phẩmâm nhạc
Vào ngày 12 tháng 9 năm 2011, Excision phát hành album đầu tiên "X Rated" thuộc nhãn Mau5trap, album gồm 10 bài, cộng tác cùng Messinian, Downlink, Datsik, Savvy, SKisM và Mr. Hudson. Khoảng một năm sau, vào ngày 3 tháng 9 năm 2012, anh phát hành album kế tiếp "X Rated Remixes", gồm 11 bài và được remix bởi Dirtyphonics, Space Laces, Loadstar, Lucky Date, Elite Force, High Rankin, Specimen A, Far Too Loud, Xilent, Calyx & TeeBee và Eptic.
Năm 2012, Excision thành lập nhóm nhạc, ban nhạc sống Destroid cùng với Downlink và KJ Sawka - tay trống của Pendulum. Destroid nổi tiếng với những bộ đồ robot khi trình diễn cùng với âm nhạc mạnh và hiệu ứng đồ họa.
Album đầu tiên "The Invasion" được phát hành vào ngày 7 tháng 5 năm 2013 thuộc nhãn "Destroid Music", gồm 10 bài với phần lớn các bài đều do chính Excision sáng tác và cộng tác cùng với các nghệ sĩ khác như Downlink, Space Laces, Far Too Loud, Bassnectar và Ajapai. Vào ngày 26 tháng 5 năm 2014, album kế tiếp "The Invasion Remixes" được phát hành, gồm 11 bài và được remix bởi Mayhem & Antiserum, Barely Alive, FuntCase, Bar9, Getter, Crizzly, Mightyfools, Ill Gates, Datsik, The Frim, Ryle.
Vào ngày 3 tháng 2 năm 2015, Excision phát hành album "Codename X" thuộc nhãn Rottun Recordings, album gồm 11 bài, cộng tác cùng Dion Timmer, The Frim, Downlink, Space Laces, Pegboard Nerds, Splitbreed, Messinian, Mayor Apeshit, Rise At Night và Luciana Caporaso. Vào ngày 13 tháng 7 năm 2015, phát hành EP "Night Shine The Remixes", gồm 4 bài và được remix bởi Dion Timmer, Bear Grillz, Blaynoise và Apashe. Ngày 31 tháng 8 năm 2015, phát hành EP "X Up The Remixes", gồm 4 bài và được remix bởi Trampa, Erotic Cafe', Hydraulix & PhaseOne và Astronault. Ngày 11 tháng 1 năm 2016, phát hành EP "Codename X The Remixes" gồm 5 bài và được remix bởi Virtual Riot, xKore, Truth, Ryle & Sullivan King và Miu.
Ngày 4 tháng 5 năm 2015, Excision cộng tác với Tech N9ne ra mắt bài "RoadKill" trong album "Special Effects" của Tech N9ne.
Ngày 25 tháng 10 năm 2016, Excision phát hành album "Virus" thuộc nhãn Rottun Recordings, album gồm 16 bài, cộng tác cùng Datsik, Space Laces, Dion Timmer, Protohype, Messinian, Akylla, Sam King và Madi. Vào ngày 12 tháng 9 năm 2017, phát hành album kế tiếp "Virus The Remixes", gồm 18 bài và được remix bởi FuntCase & Cookie Monsta, AFK, Getter & Virtual Riot, Dillon Francis, Krimer, Crizzly, 12th Planet & Antiserum, Dodge & Fuski, Megalodon, Kai Wachi, Eliminate, BadKlaat, Wooli, Sullivan King, WAVEDASH, Dubloadz, Seven Lions & Dimibo và Barely Alive.

#### Lưu diễn
Vào đầu năm 2012, Excision bắt đầu chuyến lưu diễn mang tên "X Tour" ở Bắc Mỹ cùng với Liquid Stranger và Lucky Date.
Ngày 15 tháng 11 năm 2013, Excision đã giới thiệu hệ thống âm thanh 250,000 watt tại 1stBank Center ở Broomfield Colorado dành cho sự kiện Boomfest. Sự kiện này còn có sự tham gia của Funtcase và Cookie Monsta cùng với Deltron 3030, Brillz, ill.Gates và nhóm nhạc ở  Colorado là Robotic Pirate Monkey.
Vào tháng 1 năm 2014, Excision bắt đầu tour diễn mới ở khắp Bắc Mỹ cùng với Dirtyphonics và Ill Gates. Chuyến lưu diễn này có show diễn của anh mang tên "Executioner" cùng hiệu ứng ánh sáng, đồ họa và hệ thống âm thanh 150,000 watt.
Năm 2015 là lần cuối mà mọi người có thể trải nghiệm show diễn "Executioner", tour diễn chia tay này có sự góp mặt của Minnesota, Protohype và nhiều nghệ sĩ khác.
Năm 2016 là sự xuất hiện của tour diễn "The Paradox" cùng với Bear Grillz và Figure.
Năm 2017, Excision đã công bố lễ hội âm nhạc mang chủ đề khủng long thời tiền sử của chính mình - "Lost Lands". Lễ hội được tổ chức ở thung lũng Legend, Ohio.